# Травничек, Павел
Павел Тра́вничек (чеш. Pavel Trávníček, род. 26 октября 1950[…], Конице[…]) — чехословацкий и чешский актёр.

## Биография
Родился 26 октября 1950 в городе Конице, Чехословакия.
В 1973 году снялся в главной роли в знаменитом фильме «Три орешка для Золушки». Благодаря необыкновенной популярности фильма и романтической внешности Травничек сыграл ещё несколько подобных ролей в сказках. Тандем актёров «Либуше Шафранкова—Павел Травничек настолько полюбился зрителям, что они ещё раз сыграли вместе принца и принцессу. Большим успехом стала кинолента «Третий принц», вышедшая в 1982 году. Павел Травничек играет там сразу две роли принцев — братьев-близнецов.
После окончания обучения в театральной академии JAMU в Брно — актёр в театре Bratří Mrštíků в Брно, затем театра E. F. Buriana, с 1982 года — на сцене театров Праги.
Павел Травничек получил хорошее музыкальное образование, так как воспитывался в музыкальной семье. Он играет на фортепьяно, трубе и прекрасно поет. В 1990—1993 годы — художественный руководитель Музыкального театра в Карлине. С 1996 года работал в театре «Skelet» (с 2006 года театр изменил название на «Illusion biograf»). Организовал собственное актёрское агентство «Marcus», известен как организатор конкурсов на ТВ. Работал над дублированием иностранных фильмов.
Актёр ведет большую общественную деятельность, часто бывает на светских мероприятиях и охотно идёт на контакт с поклонниками. Он неоднократно приглашался и присутствовал в замке Морицбург, где снималась сказка «Три орешка для Золушки» и проходят фестивали в честь знаменитого фильма. Травничек большой романтик и оптимист по жизни. На вопрос журналистов о романтизме Павел отвечал: «Романтика — это отличная установка по жизни. В жизни интересно постоянно чего-то хотеть, не останавливаться на достигнутом».

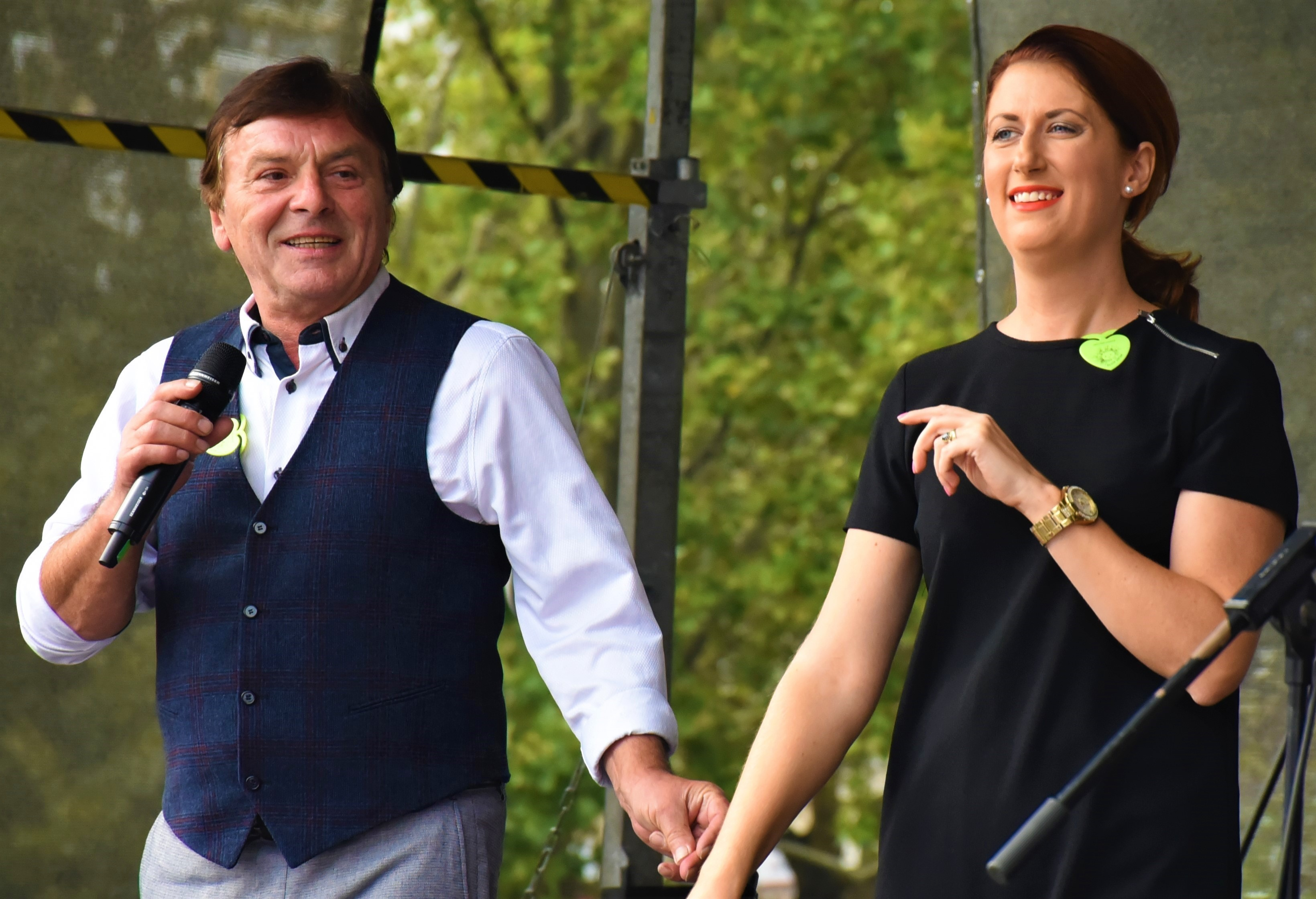
Павел Травничек и его четвёртая жена Моника Фиалкова (2019)

В 2022 году актёр был обвинён в двух эпизодах изнасилования, случившихся, по утверждению отдельных женщин, в 2000 и 2002 гг.

## Личная жизнь
Первой женой Павла Травничка была актриса Симона Сташова (Simona Stašová), второй балерина Ева Штефкова (Eva Štefková), третьей сотрудница театра "Skelet" Люция Врбова (Lucie Vrbová). В 2015 году женился на Монике Фиалковой (Monika Fialková). С Евой Штефковой родился сын Адам, с актрисой и режиссёром Хеленой Дитртовой (Helena Dytrtová), с которой он не был женат, сына Павла и в начале 2017 года у актёра и его молодой жены Моники родился сын Максимилиан 

## Интересные факты
В первых своих фильмах молодой Травничек говорил с сильным моравским акцентом. Поэтому при озвучивании его дублировали другие актёры. С начала 80-х годов Травничек озвучивает свои роли самостоятельно.
За участие в возобновлённой премьере фильма "Три орешка для Золушки" в Норвегии в декабре 2015 года Павел Травничек потребовал гонорар в размере 10 000 долларов в день.

## Фильмография
- 1971 — Hry lásky šálivé — слуга
- 1973 — Три орешка для Золушки | Three Nuts for Cinderella | Tri oříšky pro Popelku (Чехословакия, Германия) — Принц
- 1976 — Sebechlebskí hudci Die Musikanten von Sebechleby — Петер
- 1979 — Беляночка и Розочка | Schneeweißchen und Rosenrot (Германия) — Михаэль
- 1982 — Третий принц | Třetí princ — Принц Яромир, Принц Ярослав
- 1985 — Podivná přátelství herce Jesenia — Ян Везелай
- 1986 — Кукушка в тёмном лесу — Крумей
- 1994 — Caruso Show (сериал) — Хозяин
- 1996 — Manželská tonutí
- 2006 — В номер (сериал)
- 2009 — Ugly Кейт (сериал)
- 2009—2010 — Скажи (сериал) — Николай Дворак

## Награды
- Золотая Медаль «За заслуги» (2020)[10]